# يغمورلي (جرجر)
يغمورلي (بالكردية: Vankuk‏) (بالتركية: Yağmurlu)‏ هي قرية كرديّة تتبع إداريّاً لمديرية جرجر في محافظة أديامان التركية، بلغ عدد سكانها 281 نسمة في عام 2021.